# シャイアン (原子力潜水艦)
| USS Cheyenne SSN-773 |                                    |
| 艦歴                 |                                    |
| 発注                 | 1989年11月28日                     |
| 起工                 | 1992年7月6日                       |
| 進水                 | 1995年4月16日                      |
| 就役                 | 1996年9月13日                      |
| その後               | 就役中                             |
| 母港                 | ハワイ州真珠湾                     |
| 性能諸元             |                                    |
| 排水量               | 満載：6,927 トン、基準：6,000 トン |
| 全長                 | 110.3 m (362 ft)                   |
| 全幅                 | 10 m (33 ft)                       |
| 喫水                 | 9.4 m (31 ft)                      |
| 最大速               | 25 kt (46 km/h)                    |
| 潜行深度             | 1,200 ft                           |
| 機関                 | S6G reactor 1基                    |
| 乗員                 | 士官12名、兵員98名                 |
| 兵装                 | 21インチ魚雷発射管4基              |
| モットー             |                                    |
|                      |                                    |

シャイアン(USS Cheyenne, SSN-773)は、アメリカ海軍のロサンゼルス級原子力潜水艦の62番艦で最終建造艦。艦名はワイオミング州シャイアンに因んで命名された。その名を持つ艦としては未完成のファーゴ級軽巡洋艦12番艦(CL-117)以来5隻目(就役した艦艇に限定すれば、アーカンソー級モニター艦4番艦ワイオミング(M-10)の改名以来3隻目)。

## 艦歴
シャイアンは1992年7月6日にバージニア州ニューポート・ニューズのニューポート・ニューズ造船所で起工した。1995年4月16日にアン・シンプソン（ワイオミング州選出上院議員アラン・K・シンプソンの妻）によって命名、進水し、1996年9月13日にピーター・H・オジミック艦長の指揮下就役する。
シャイアンは民生用の製品を元に作られたソナー・ディスプレイ用のフラット・スクリーンを装備した試験艦として運用された。
シャイアンは1998年に母港を真珠湾へ変更した。
シャイアンはチャールズ・ドーティ艦長の指揮下イラクの自由作戦に参加し、トマホーク巡航ミサイルを発射した最初の艦であった。シャイアンは9ヶ月に及んだ作戦活動において最後の3ヶ月でトマホークを発射し続け、「圧勝」を得た。
シャイアンはニューポート・ニューズ造船所で建造された最後のロサンゼルス級原子力潜水艦であった。本級の後継としてシーウルフ級原子力潜水艦が建造された。
2017年4月17日、アメリカと北朝鮮との間の緊張が高まる中、長崎県佐世保市に姿を現したことが日本のマスコミにより報道された。浮上したのは45分ほどの短さであった。